# کوه‌زایی لارامید

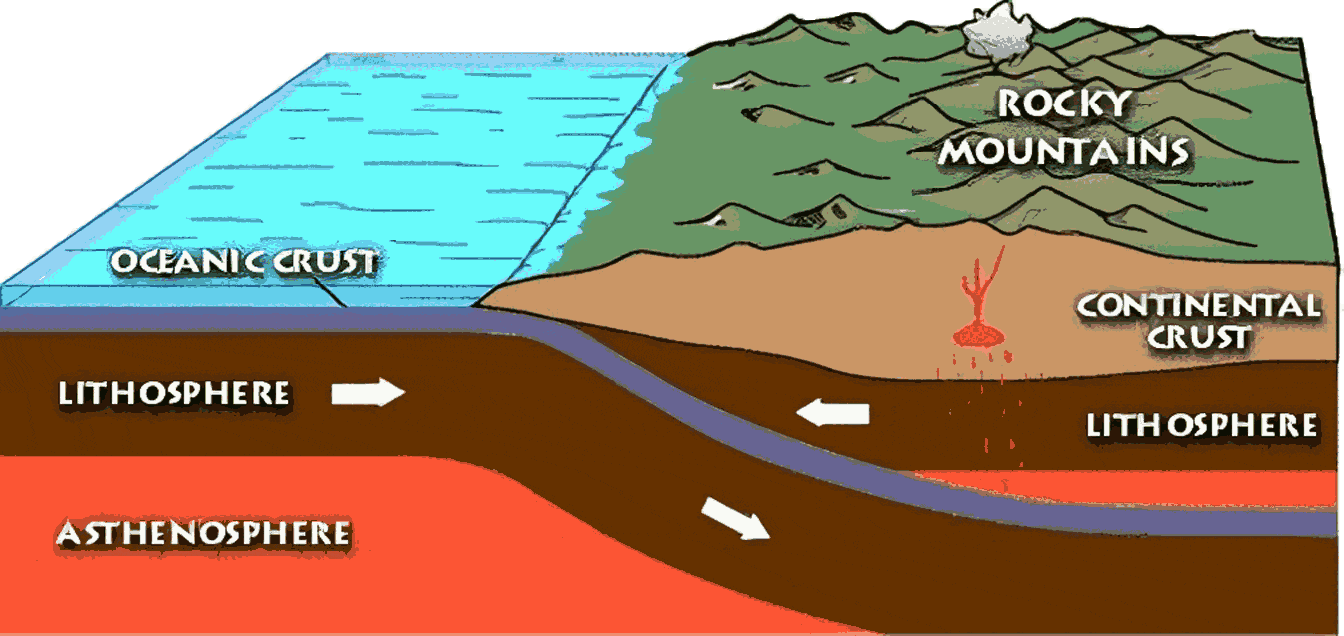
کوه‌زایی لارامید بر اثر فرورانش یک صفحه زمین‌ساختی با زاویه کم روی داده است.

کوه‌زایی لارامید (انگلیسی: Laramide orogeny) یکی از دوره‌های کوه‌زایی در غرب آمریکای شمالی بود که حدود ۸۰ تا ۷۰ میلیون سال پیش در کرتاسه پسین آغاز شده و بین ۵۵ تا ۳۵ میلیون سال پیش پایان یافت. زمان دقیق آغاز و پایان این فاز کوه‌زایی مشخص نیست. کوه‌زایی لارامید با چند مرحله حرکت و فعالیت و چند مرحله سکون و عدم فعالیت همراه بوده است. مهم‌ترین عوارض و پدیده‌های ایجاد شده توسط این کوه‌زایی شامل تغییرشکل‌ها و دگرگونی‌های عمیق بود که شواهد آن را از کانادا تا شمال مکزیک و شرقی‌ترین حد گسترش کوه‌ها که با بلک هیلز در داکوتای جنوبی شناخته می‌شود، می‌توان یافت. نام این کوه‌زایی از کوه‌های لارامی در وایومینگ گرفته شده است.